# Lezo
Lezo é um município da Espanha, na província de Guipúscoa, no País Basco. Tem 8,59 km² de área e em 2021 tinha 6 062 habitantes (densidade: 705,7 hab./km²). Limita com os municípios de Pasaia, Errenteria, Irun, Hondarribia e Oiartzun.